# Nicola Antonio Pedicino
Nicola Antonio Pedicino (San Giuliano del Sannio, 12 luglio 1839 – Napoli, 3 agosto 1883) è stato un botanico italiano.
È stato il fondatore e primo direttore dell'Orto botanico di Portici.

## Biografia
Nato a San Giuliano del Sannio da Francesco e Vittoria Rossi, dopo i primi studi compiuti a Sepino, si licenziò presso il Collegio di Lettere e Filosofia di Campobasso, per laurearsi a soli 22 anni in Medicina presso l'Università di Napoli.
Nonostante la laurea, non esercitò mai la professione medica perché fu ben presto attratto dal fascino delle scienze naturali, al pari di altri medici dell'epoca come Michele Tenore, Domenico Cirillo e Giovanni Gussone. Fu proprio il Tenore, "padre della botanica napoletana", ad avvicinarlo agli studi di botanica. Ma il suo vero maestro fu il più giovane Vincenzo Tenore, nipote di Michele e professore presso l'Università. Grazie all'assidua frequentazione con i due illustri studiosi di scienze naturali, il giovane Pedicino ottenne nel 1861 anche la nomina a professore di Storia naturale per i Licei, iniziando poi la carriera di docente presso il Collegio Militare della Nunziatella.
In questi stessi anni, partecipò attivamente ai movimenti insurrezionali che agitavano tutta la Penisola: nel 1860 ad Isernia prese parte alla lotta contro la reazione borbonica; nel 1866 si batté nella Terza guerra d'indipendenza, ma dopo la Battaglia di Bezzecca fu fatto prigioniero dagli Austriaci e fu internato per alcuni mesi in Croazia.
Insegnò presso vari Istituti tecnici e Licei napoletani, tra cui il Liceo Vittorio Emanuele. In tutte le scuole in cui insegnò, usò come strumenti didattici sia le escursioni botaniche (sue mete preferite furono i monti della Majella, il Gran Sasso, il Matese, il Gargano), sia laboratori occasionali in cui organizzare erbari e collezioni di minerali, di alghe o di muschi. Tra i suoi migliori allievi vi furono Giuseppe Camillo Giordano e Antonio Jatta, che diventerà tra i maggiori lichenologi italiani.
Nel 1872 fu chiamato ad insegnare presso la Scuola superiore agraria di Portici, appena istituita. A Portici fu ordinario di Botanica dal 1872 al 1877. Furono cinque anni ricchi di opportunità e di operazioni dall'alto valore scientifico: in questo nuovo ambiente, Pedicino concretizzò «il sogno di formare una falange a se e con essa di abbracciare tutt'i rami della Botanica moderna, il sogno di creare una Scuola com'egli la concepiva». Nel 1873 fondò l'orto botanico e ne fu il direttore fino al 1877; per raggiungere questo obiettivo, trasformò i giardini del Sito reale, nati con una struttura prettamente ornamentale, dandogli una nuova organizzazione con finalità didattica. Contemporaneamente avviò la prima raccolta dei semi delle piante coltivate nell’orto didattico.
. Oltre all'orto, avviò anche un Laboratorio di botanica ed una xiloteca. Infine, poco prima di lasciare l'insegnamento a Portici, fece costruire una serra in ferro e vetri, «molto bella e ben integrata nel contesto del giardino storico»: ancora oggi la serra porta il suo nome. 
Nel 1877 vinse il concorso per la Cattedra di Botanica all'Università di Roma e vi si trasferì lasciando la cattedra porticese al suo più ingegnoso e brillante allievo, Orazio Comes. 
Morì improvvisamente nel 1883, lasciando il suo erbario al Laboratorio botanico di Roma.
Tra le sue opere, vanno ricordati i lavori di istologia, anatomia, impollinazione e algologia, oltre alla traduzione della Botanica di Joseph Dalton Hooker.

## Opere
- Osservazioni sul sonno e la veglia dei fiori di Mesembrianthemum, in Annali dell'Accademia degli Aspiranti Naturalisti, Serie 3., vol. 1., Napoli, Accademia degli Aspiranti Naturalisti, 1861, SBN TO00127726.
- con Giuseppe Antonio Pasquale e Nicola Terracciani, Catalogo delle piante raccolte per i dintorni di Salerno, Amalfi ed Eboli, in Annali dell'Accademia degli Aspiranti Naturalisti, Serie 3., vol. 4, Napoli, Accademia degli Aspiranti Naturalisti, 1864,  pp. 86-103, SBN NAP0792467.
- Pochi studi sulle diatomee viventi presso alcune terme dell'isola d'Ischia (DjVu), in Atti dell'Accademia delle Scienze Fisiche e Matematiche, vol. 3, Napoli, Società Reale di Napoli, 1867, ISSN 0390-7848 (WC · ACNP), SBN NAP0792467.
- Note algologiche, in Bullettino dell'Associazione dei Naturalisti e Medici per la Mutua Istruzione, Napoli, 1870, SBN MO10010987.
- Poche osservazioni sulla vegetazione presso le terme, in Rendiconto dell'Accademia delle Scienze Fisiche e Matematiche, n. 5, Napoli, Società Reale di Napoli, maggio 1873, ISSN 0370-3568 (WC · ACNP), SBN MO10010996.
- Sul processo d'impollinazione e su qualche altro fatto nel Limodorum abortivum, Swartz, in Rendiconto dell'Accademia delle Scienze Fisiche e Matematiche, n. 8, Napoli, Società Reale di Napoli, agosto 1874, ISSN 0370-3568 (WC · ACNP), SBN MO10010994.
- Della impollinazione nella Thalia dealbata, Fras., e del modo di ricercare sperimentalmente i processi di impollinazione, in Rendiconto dell'Accademia delle Scienze Fisiche e Matematiche, n. 1, Napoli, Società Reale di Napoli, gennaio 1875, ISSN 0370-3568 (WC · ACNP), SBN PUV1087520.
- Orto e laboratorio botanico, in Annuario della R. Scuola Superiore di Agricoltura in Portici, n. 1, Portici, Scuola Superiore di Agricoltura, 1876, ISSN 1594-087X (WC · ACNP), SBN PUV0970232.
- Poche parole intorno allo studio della impollinazione, in Nuovo giornale botanico italiano, vol. 8, n. 4, Pisa, Societa botanica italiana, ottobre 1876,  pp. [398]-402, ISSN 0369-6413 (WC · ACNP), SBN PUV1087540.
- Studii sulla struttura e sulla maniera di accrescersi di alcuni fusti di piante dicotiledoni, in Annuario della R. Scuola Superiore di Agricoltura in Portici, n. 1, Portici, Scuola Superiore di Agricoltura, 1876, ISSN 1594-087X (WC · ACNP), SBN MO10010967.
- Joseph Dalton Hooker, Botanica, traduzione di Nicola Antonio Pedicino, Milano, Ulrico Hoepli, 1877, SBN NAP0136163.
- Qualche notizia del Polyporus Inzengae Ces. et De Ntrs, in Nuovo giornale botanico italiano, vol. 9, n. 2, Pisa, Societa botanica italiana, 1877, ISSN 0369-6413 (WC · ACNP), SBN PUV1007917.
- Relazione intorno al congresso internazionale botanico di Amsterdam, in Rendiconto dell'Accademia delle Scienze Fisiche e Matematiche, n. 5, Napoli, Società Reale di Napoli, maggio 1877, ISSN 0370-3568 (WC · ACNP), SBN PUV0970926.
- Degli sclerenchimi nelle gesneriacee, nelle cyrtandracee e in qualche altra famiglia, in Rendiconto dell'Accademia delle Scienze Fisiche e Matematiche, n. 2, Napoli, Società Reale di Napoli, Adunanza dell'11 gennaio 1879, ISSN 0370-3568 (WC · ACNP), SBN MO10010989.